# Burg Doornenburg

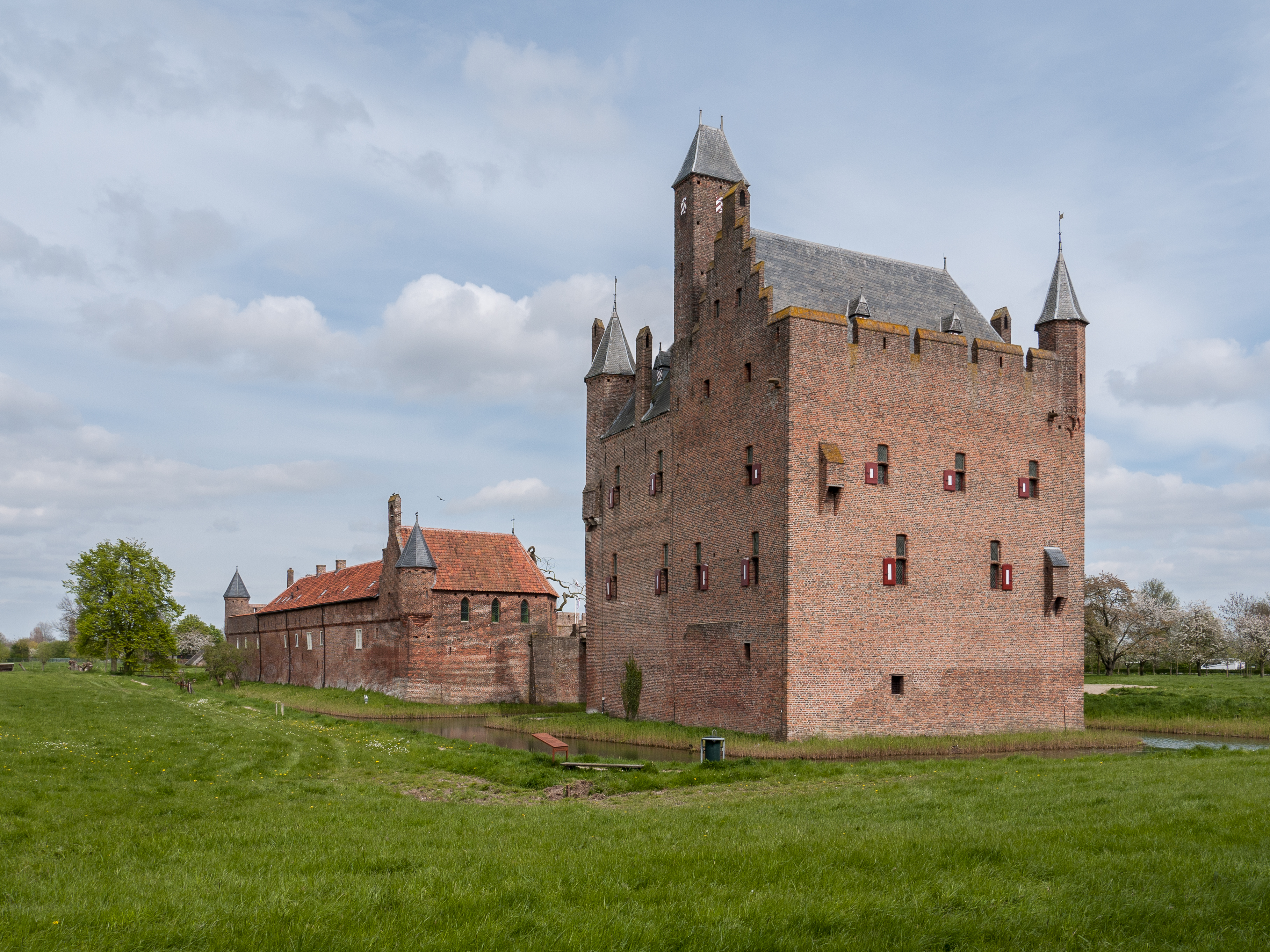
Burg Doornenburg von Südwesten

Burg Doornenburg (niederländisch Kasteel Doornenburg) ist eine niederländische Burg aus dem 14. Jahrhundert.
Die Burg liegt nahe bei dem gleichnamigen Dorf Doornenburg in der Gemeinde Lingewaard im Osten der Landschaft Betuwe und in der Provinz Gelderland. Sie besteht aus einer Vorburg und einer Hauptburg, die über eine schmale Holzbrücke verbunden sind. Es ist eine der größten erhaltenen Burgen in den Niederlanden.

## Geschichte

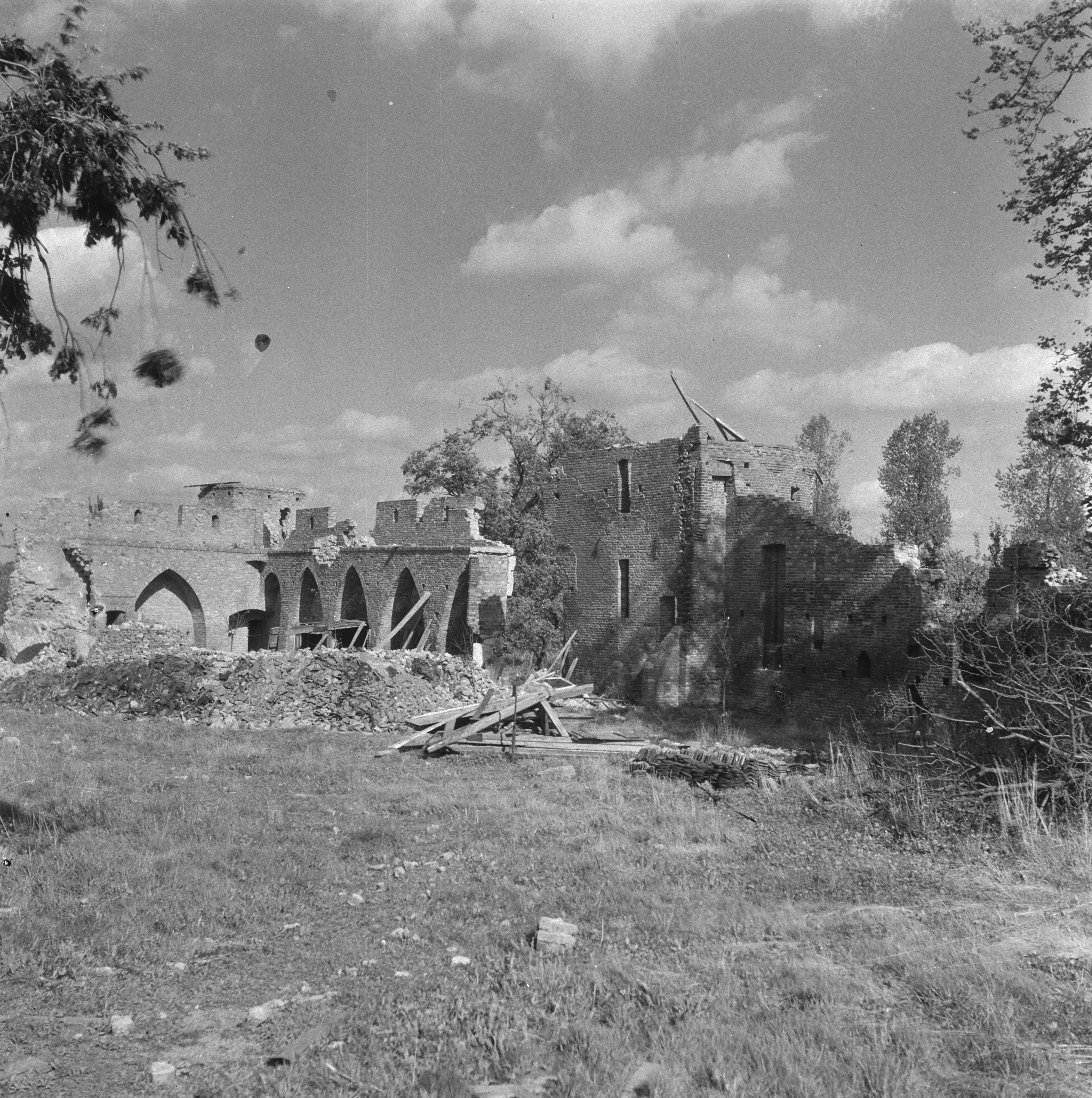
Burg Doornenburg am Ende des Zweiten Weltkriegs

Auf dem Platz der Burg befand sich im 9. Jahrhundert schon ein befestigtes Haus, bekannt unter dem Namen „Villa Doreburc“. Die heutige Hauptburg wurde im 14. und 15. Jahrhundert errichtet. Im 15. Jahrhundert wurde die Vorburg gebaut. Die Vorburg hatte Wohngebäude, eine Kapelle und ein Bauernhaus. Letzteres ist einzigartig für eine niederländische Burg.
Burg Doornenburg wurde bis ins 19. Jahrhundert bewohnt. Danach verfiel sie. 1936 wurde eine Stiftung zum Erhalt der Doornenburg gegründet, die die Burg ab 1937 bis 1941 restaurieren ließ. Am Ende des Zweiten Weltkriegs wurde die Burg fast gänzlich zerstört. Lange Zeit hatte man gedacht, dass die Deutschen sie gesprengt hätten, aber die Burg war im März 1945 durch einen britischen Bombenangriff getroffen worden. Von 1947 bis 1968 wurde die Burg erneut aufgebaut. 1968 wurde auf ihr die niederländische Fernsehserie Floris aufgenommen.

## Galerie

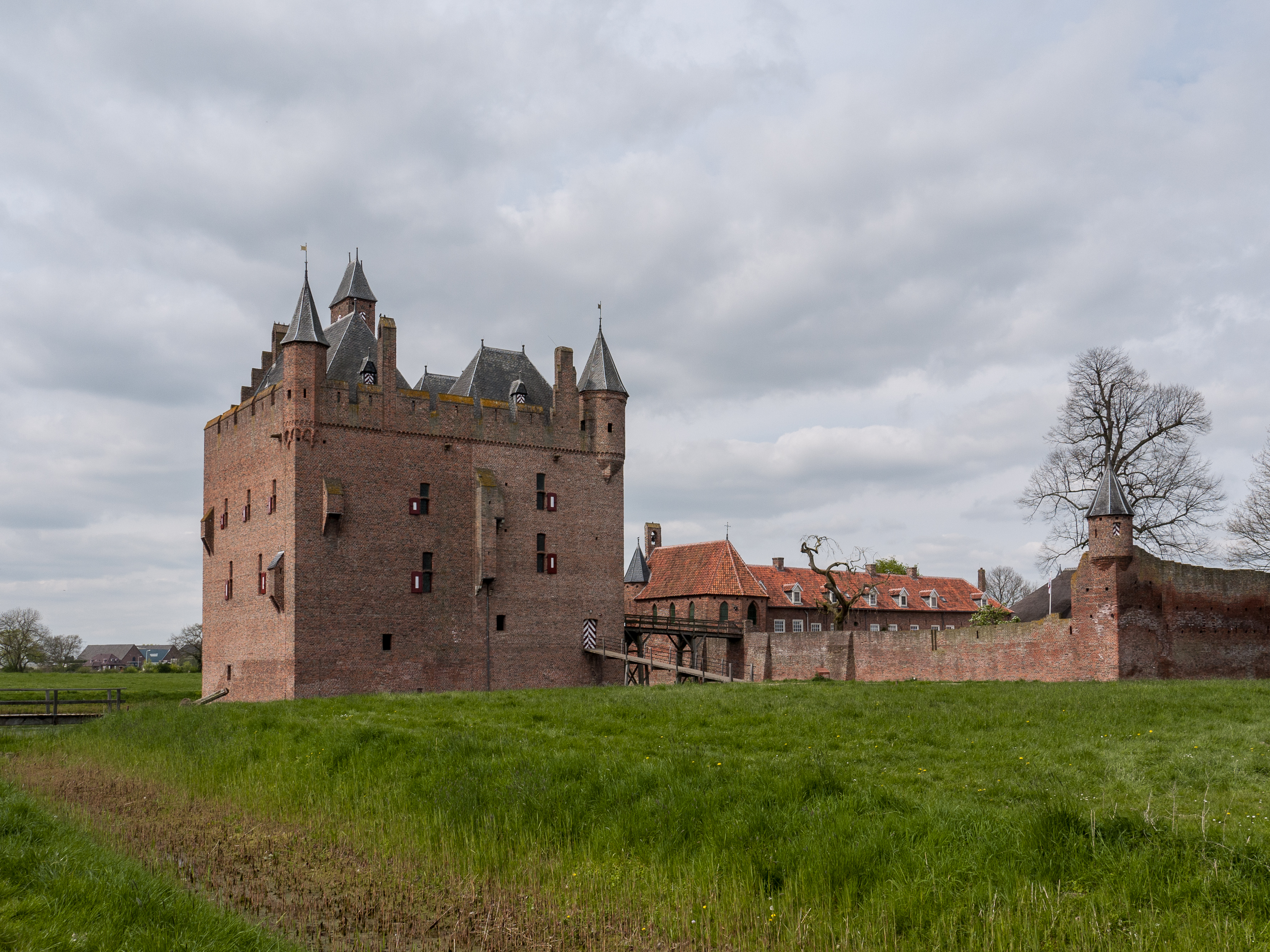
Burg u. Vorburg von Osten
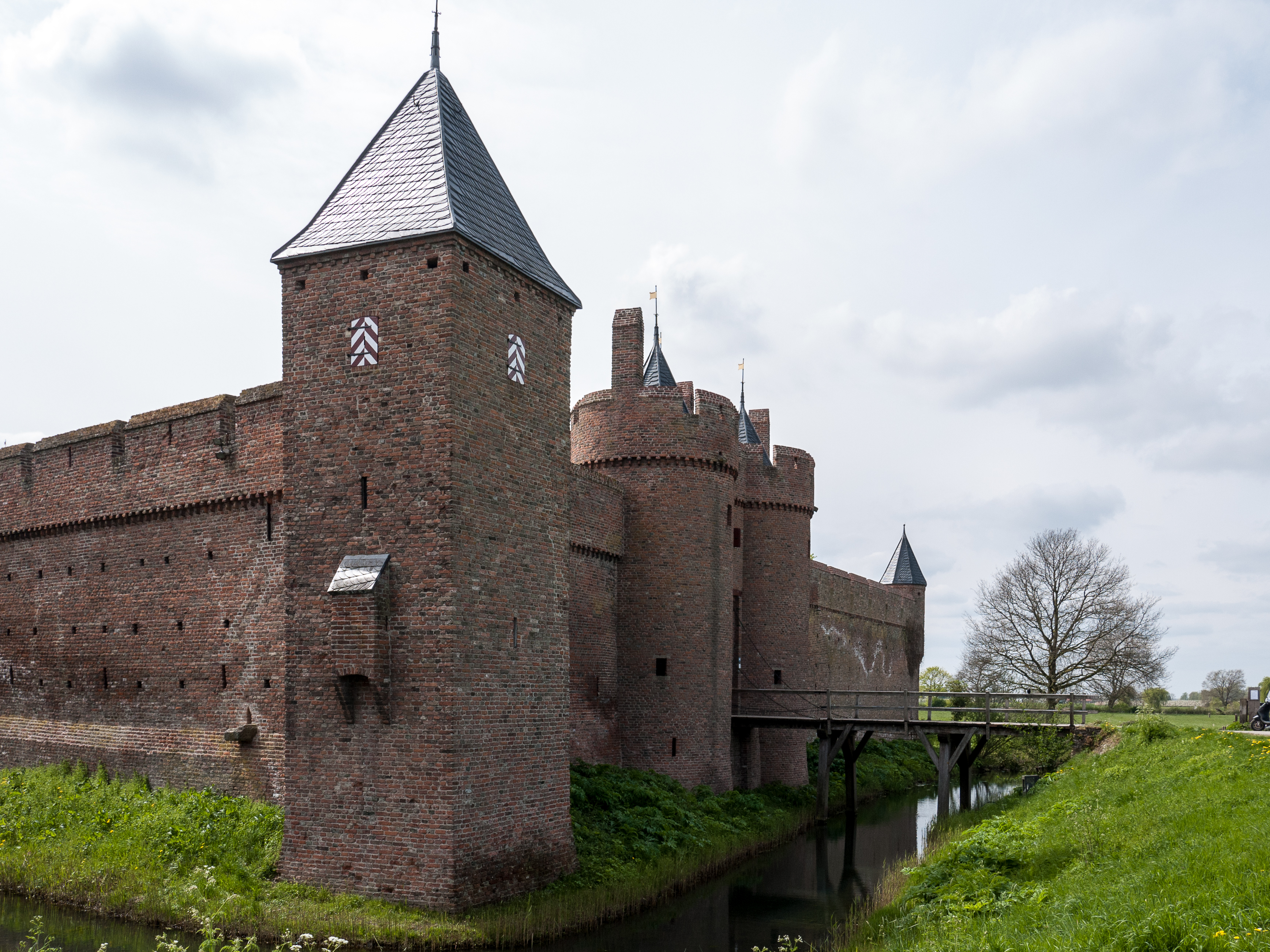
Außenbrücke der Vorburg
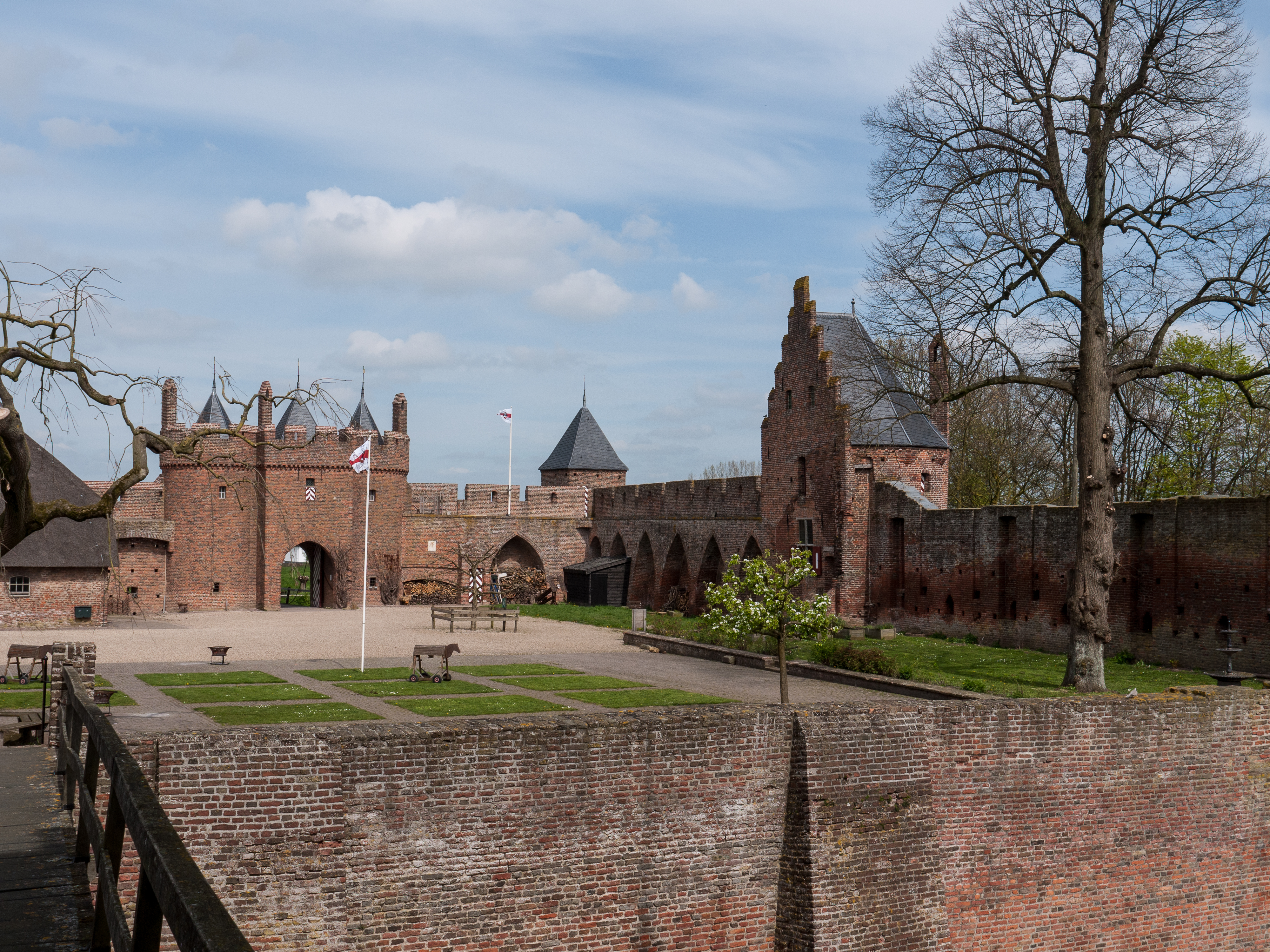
Hof der Vorburg nach Norden
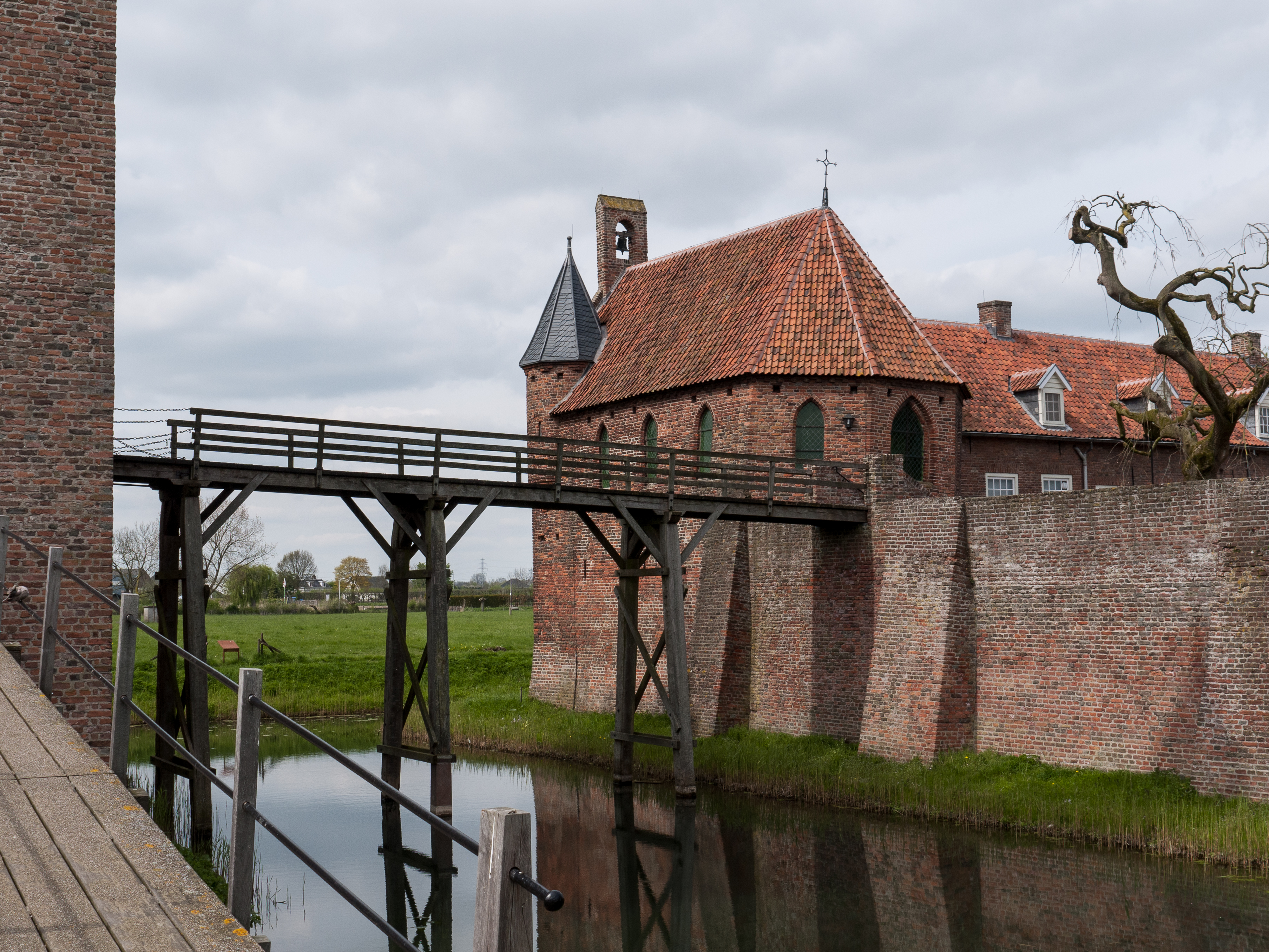
Brücke zw. Vorburg u. Hauptburg